# Nikolaus Krage
Nikolaus Krage (auch Nicolaus Crage, dänisch auch Niels Crage; * um 1500 in Lüchow; † 1559 in Salzwedel) war ein evangelischer Theologe und der Reformator der ostwestfälischen Stadt Minden im heutigen Nordrhein-Westfalen.

## Leben
Krage studierte vermutlich in Wittenberg wie sein jüngerer Bruder Tilemann als Schüler Martin Luthers. Krage war dann seit 1523 als evangelischer Prediger und seit 1526 als Hofprediger des Grafen Erich IV. der Obergrafschaft Hoya-Stolzenau in Stolzenau tätig. Der Graf erklärte sich nach längeren Verhandlungen damit einverstanden, dass die Mindener Bürger Krage im Dezember 1529 in ihre Stadt holten. Offenbar kannten sie ihn von seinen Predigten her. Krage begann mit Ausnahme des Domes in allen Kirchen der Stadt zu predigen. Daneben arbeitete er die Christlike ordeninge der erlyken Stadt Mynden aus, die er am 13. Februar 1530 in der Mindener Ratskirche St. Martini verkündete und die im Februar 1530 in Lübeck gedruckt wurde. Die Annahme der Kirchenordnung bedeutete die Durchsetzung der Reformation.
Die altgläubigen Geistlichen mussten die Stadt verlassen. Die Domherren zogen ab, begannen aber beim Reichskammergericht einen Prozess, der schließlich dazu führte, 1538 die Reichsacht über Minden zu erklären. Nach der Bekanntgabe der Kirchenordnung, die die erste evangelische Kirchenordnung in Westfalen war, stellte Krage 19 Thesen auf, die er am 21. März 1530 an alle Kirchentüren anschlug. Zu einem Streitgespräch meldete sich niemand, so dass er als Sieger galt.
Die von ihm nach der Predigt eingeführten Versammlungen machten ihn der Schwärmerei verdächtig. Sein aufbrausendes Wesen ließ den Rat sich von ihm trennen. Sein Verhalten setzte ihn ins Unrecht. Da er die niederen Stände hinter sich brachte, galt er als Aufrührer. Eine Zeitlang hielt er sich noch auf dem Fischerkietz. Als er sich aber bemühte, sich von dort aus der Stadt zu bemächtigen, wurde er 1535 ausgewiesen und wieder nach Stolzenau zurückgebracht.
Dort konnte er sich auch nicht mehr halten. Er ging vermutlich um die Jahreswende 1535/36 nach Emden, 1539 wird er als Dekan in Münsterdorf genannt, aber er vermochte nirgends festen Fuß zu fassen. 1543 gelang es ihm, deutscher Hofprediger Christians III. in Kopenhagen zu werden. Dort wurde er 1543 zum Dr. theol. promoviert. 1545 forderte er ausstehende Gelder und eine versprochene Rente von der Stadt Minden, und König Christian schrieb einen entsprechenden Brief an die Stadt. Im Antwortbrief wurde auf die frühere Ablehnung solcher Forderungen und auf den besonderen Lebenswandel Krages ausführlich hingewiesen. 1547 musste Krage aber Kopenhagen verlassen und bekam eine Domherrenstelle in Schleswig zugewiesen. 1549 trat er in die Dienste des Bruders des Königs Christian, Herzog Adolf von Gottorf, der Krage zum Propst für Gottorf und Husum ernannte. Im Februar 1553 setzte Kurfürst Joachim II. von Brandenburg Krage offenbar gegen den Willen der Bürger als Pfarrer und Superintendenten an St. Marien in Salzwedel ein. 1555 schenkte der Kurfürst ihm für treue geleistete Dienste das Dechaneihaus des großen Kalands zu Salzwedel mit Nebenhaus und allen Gerechtigkeiten als freies Erbeigentum, das Krages Erben nach dessen Tod an den Rat der Stadt verkauften und das bis heute die Superintendentur beherbergt. Krages Witwe heiratete den Salzwedeler Bürgermeister Rademin.
Am 12. November 2017 wurde in Minden zum Andenken an den Mindener Reformator Nikolaus Krage eine Gedenktafel in der Nähe des Westportals der St.-Martini-Kirche im Beisein eines direkten Nachfahren angebracht.